# Takanohana Kōji

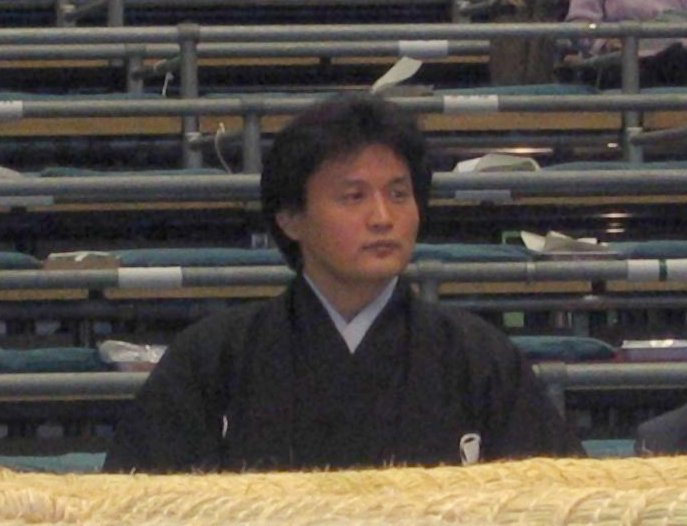
Kōji Takanohana.

Takanohana Kōji (貴乃花 光司), né Kōji Hanada (花田 光司, Hanada Kōji) le 12 août 1972 à Tokyo, est un ancien lutteur de sumo, devenu entraîneur. Il est le 65e yokozuna de l'histoire de ce sport.

## Biographie
Kōji Hanada naît le 12 août 1972, à Tokyo, au Japon. Il fait ses débuts professionnels en 1988. Il atteint la division makuuchi en 1990, devient ōzeki en février 1993 puis yokozuna en décembre 1994. Il se retire en 2003, après n'avoir participé qu'à un tournoi sur les neuf derniers à cause d'une blessure.
Une fois sa carrière terminée, il devient oyakata (entraîneur) de son école Futagoyama qu'il renomme Takanohana, et fait partie des dirigeants de la NSK, l'association japonaise de sumo. Depuis mars 2018, il occupe le dernier rang dans la hiérarchie de l'association à la suite de cinq rétrogradations en 2018, sanctionné notamment pour son absence lors d'un tournoi ainsi que pour son manque de surveillance de son écurie aboutissant à l'agression d'un apprenti lutteur par un ainé.
À la suite de ses désaccords avec l'Association japonaise de sumo, Takanohana organise le 25 septembre 2018 une conférence de presse lors de laquelle il annonce sa démission, la fermeture de son écurie, et le transfert de tous ses apprentis à l'écurie Chigonoura.

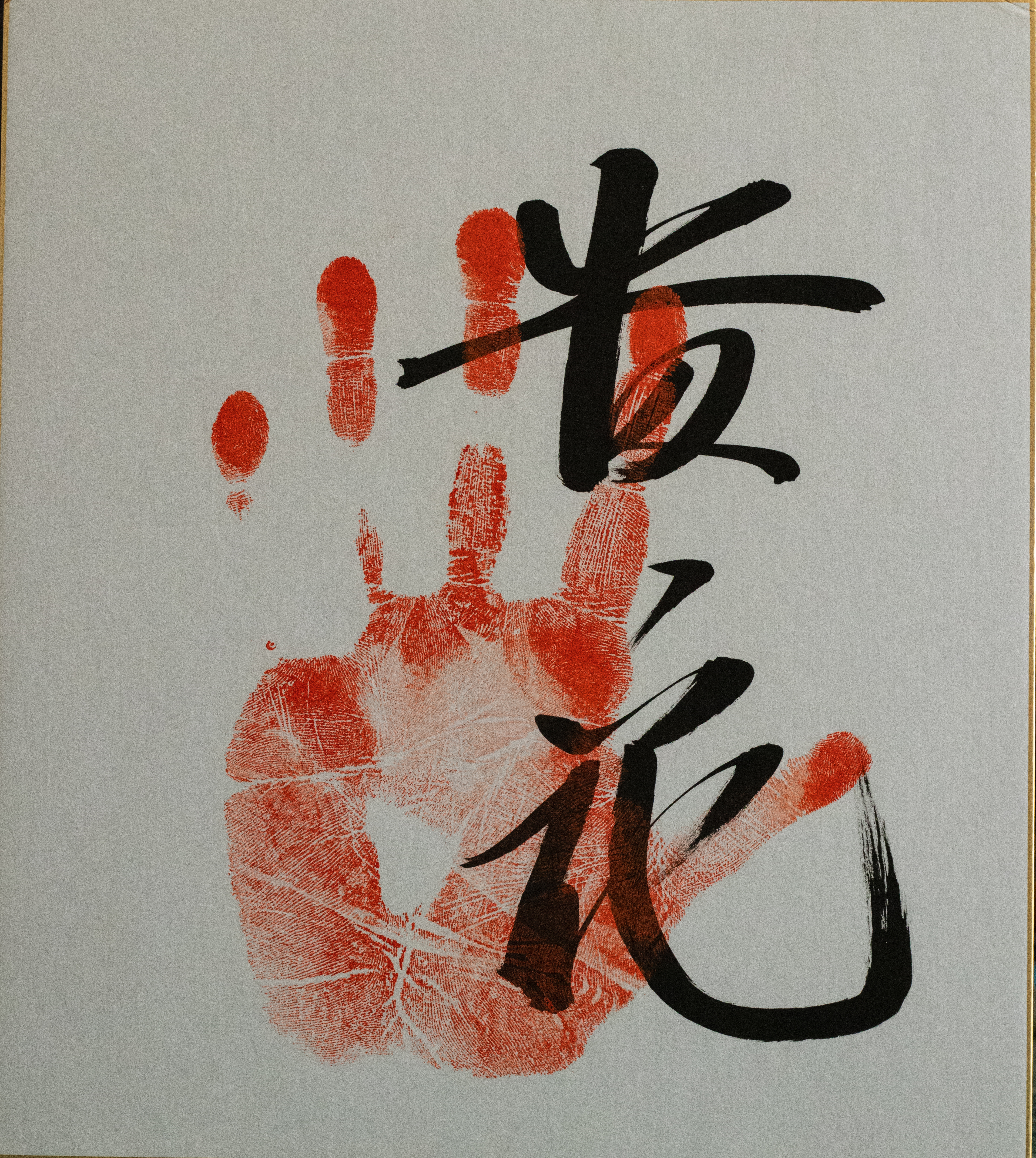
Tegata originale de Takanohana II

## Vie privée
En 1992, Takanohana a été temporairement fiancé à l'actrice Rie Miyazawa.